# Municipio de Afton (condado de Sanborn)
El municipio de Afton (en inglés: Afton Township) es un municipio ubicado en el condado de Sanborn en el estado estadounidense de Dakota del Sur. En el año 2010 tenía una población de 44 habitantes y una densidad poblacional de 0,49 personas por km².

## Geografía
El municipio de Afton se encuentra ubicado en las coordenadas 44°9′11″N 97°54′36″O / 44.15306, -97.91000. Según la Oficina del Censo de los Estados Unidos, el municipio tiene una superficie total de 89.3 km², de la cual 89,3 km² corresponden a tierra firme y (0 %) 0 km² es agua.

## Demografía
Según el censo de 2010, había 44 personas residiendo en el municipio de Afton. La densidad de población era de 0,49 hab./km². De los 44 habitantes, el municipio de Afton estaba compuesto por el 100 % blancos. Del total de la población el 0 % eran hispanos o latinos de cualquier raza.